# 80 (število)
80 (ósemdeset) je naravno število, za katero velja velja 80 = 79 + 1 = 81 - 1.

## V matematiki
- sestavljeno število.
- Harshadovo število.
- Zumkellerjevo število.

## V znanosti
- vrstno število 80 živo srebro (Hg).

## Drugo
- eden od petih identifikatorjev ISBN za knjige tiskane na Češkem in Slovaškem.
- standardni TCP/IP port za storitev HTTP.

### Leta
- 480 pr. n. št., 380 pr. n. št., 280 pr. n. št., 180 pr. n. št., 80 pr. n. št.
- 80, 180, 280, 380, 480, 580, 680, 780, 880, 980, 1080, 1180, 1280, 1380, 1480, 1580, 1680, 1780, 1880, 1980, 2080, 2180